# Varel
Varel és un municipi independent de la Baixa Saxònia (Alemanya), situat al districte de Frísia al sud de Wilhelmshaven. La seva població de 23.936 habitants (a data de 2016) en fa la ciutat més gran d'aquest districte. És un lloc propici per a vacances i esdeveniments per la seva ubicació a la badia del Jade, que fa que tingui un clima marí temperat. L'edifici més antic de Varel és l'església del castell, que es creu que es començà a construir el 1144.